# زبيدي أزرق
زبيدي أزرق أو سُربُوخة المتوسط (الاسم العلمي: Stromateus fiatola) (بالإنجليزية: Blue butterfish)‏ هو نوع من الأسماك يتبع جنس الزبيدي من فصيلة الأسماك الزبيدية.